# 刘庄“三一”惨案纪念地
刘庄“三一”惨案纪念地，位于中华人民共和国山西省大同市灵丘县上寨镇刘庄村，已列为山西省文物保护单位。

## 保护
2016年6月6日，刘庄“三一”惨案纪念地由山西省人民政府公布为第五批山西省文物保护单位，编号5-137。